# Stanisław Górka
Stanisław Górka (1538 – 23. října 1592) byl polský šlechtic a poznaňský vojvoda.
Narodil se jako syn Andrzeje I. Górki a Barbary z Kurozwęckich. V letech 1554–1555 studoval na univerzitě ve Wittenbergu. Během interregna v letech 1572–1573 podporoval kandidaturu Viléma z Rožmberka na polský trůn. Později podpořil volbu Jindřicha z Valois. Po jeho útěku z Polska bojoval proti kandidatuře císaře Maxmiliána II. a když polský primas Jakub Uchański prohlásil Maxmiliána králem, spojil se s šlechtickým rodem Zborowských a společně prosadili volbu Štěpána Báthoryho pod podmínkou jeho sňatku s Annou Jagellonskou.
Byl jedním z nejbohatších mužů tehdejšího Polska. Zemřel 23. října 1592 bezdětný a jako poslední z rodiny v Błonie nedaleko Varšavy.
Jeho bratr Lukáš byl mecenášem Jednoty bratrské v Polsku.